# Bifrenaria calcarata
Bifrenaria calcarata là một loài lan.
 Tư liệu liên quan tới Bifrenaria calcarata tại Wikimedia Commons

## Hình ảnh

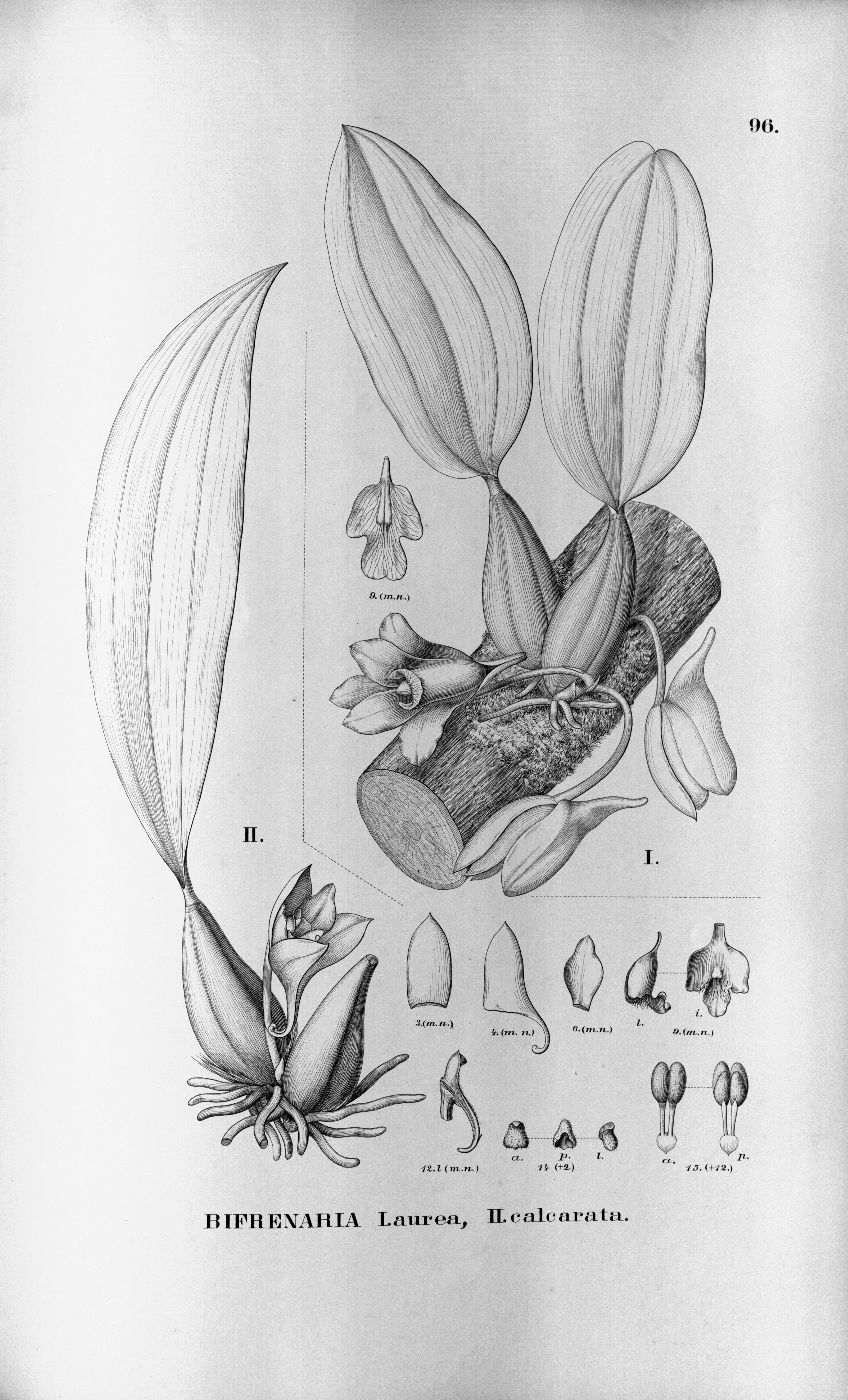